# Xulhaz Mannan
Xulhaz Mannan (in bengali জুলহাজ মান্নান; 12 ottobre 1976 – 25 aprile 2016) è stato un giornalista bangladese fondatore della rivista a tema LGBT Roopbaan.

## Biografia
Xulhaz Mannan nacque il 12 ottobre 1976 in Bangladesh: la madre, ancora viva, era impiegata presso il Ministero dell'Istruzione, mentre il padre - ormai defunto - militò tra gli attivisti della guerra di liberazione bengalese nel 1971. Una volta conseguito il diploma presso il Dhaka Residential Model College nel 1993, Mannan passò all'università di Dhaka, dove si occupò di relazioni internazionali, disciplina per la quale ottenne la laurea con pieni voti. Successivamente, nel 2003, ottenne un master in scienze sociali.
Terminati gli studi Mannan trovò lavoro come funzionario del servizio protocolli dell'ambasciata statunitense di Dhaka, per poi impiegarsi nel settembre 2015 presso l'United States Agency for International Development (USAID). Egli, tuttavia, coltivò una vasta rosa di interessi anche fuori dall'ambito propriamente professionale, mantenendosi attivo come sceneggiatore della NTV per poi interessarsi anche ai viaggi, alla fotografia e all'organizzazione di eventi sociali.

### Impegno LGBT e morte
Particolarmente fervente era il suo interesse alle tematiche legate alla comunità LGBT, suggellato dalla fondazione e dalla pubblicazione a partire dal 2014 di Roopbaan, unica rivista specializzata sulla tutela dei diritti delle persone omosessuali mai divulgata in Bangladesh. Sempre in tema riuscì quasi ad organizzare una «corsa arcobaleno» a Dhaka da tenersi il 14 aprile 2015, poi cancellata su ordine della polizia in quanto vari gruppi estremisti islamici, i quali assimilano l'omosessualità a una malattia, se non ad un crimine, minacciavano di assassinare chiunque avesse deciso di farne parte.
A causa di questo impegno sociale, nonché delle varie rivendicazioni di maggiori dignità e tutele per la comunità LGBT, Mannan nel corso della sua vita ha ricevuto varie minacce di morte, culminate poi con il tragico epilogo del 25 aprile 2016, quando fu assassinato per accoltellamento poco dopo aver dichiarato pubblicamente mediante social network la sua omosessualità. Si pensa che sia stato proprio il coming out ad aver suscitato le ire omofobe dei gruppi estremisti coinvolti nell'omicidio, che per l'appunto avrebbero ucciso Mannan urlando «Allahu Akbar» [Allah è grande], nella ferma convinzione che fosse necessario punire con la morte condizioni diverse dalla eterosessualità in quanto in pieno disaccordo con la Shari'a.
Il portavoce della USAID, una volta appresa la morte di Mannan, lo avrebbe definito «un devoto e coraggioso sostenitore dei diritti umani». Analogamente, il Dipartimento di Stato degli Stati Uniti d'America comunicò all'agenzia di stampa britannica Reuters: «siamo oltraggiati dal barbarico attacco perpetrato ai danni del signor Xulhaz Mannan, un amato membro della nostra famiglia e un audace patrocinatore dei diritti LGBT, i quali per l'appunto sono diritti umani».